# Mouchy-le-Châtel
Mouchy-le-Châtel ist eine französische Gemeinde mit 75 Einwohnern (Stand 1. Januar 2022) im Département Oise in der Region Hauts-de-France. Die Gemeinde liegt im Arrondissement Beauvais und ist Teil der Communauté de communes Thelloise und des Kantons Chaumont-en-Vexin.

## Geographie
Die Gemeinde liegt rund vier Kilometer östlich von Noailles und sechs Kilometer westlich von Mouy.
| 1962 | 1968 | 1975 | 1982 | 1990 | 1999 | 2006 | 2011 |
| ---- | ---- | ---- | ---- | ---- | ---- | ---- | ---- |
| 115  | 119  | 120  | 87   | 80   | 67   | 71   | 79   |

## Sehenswürdigkeiten
- Kirche Saint-Étienne aus dem 11. bis 15. Jahrhundert[1]
- Park des im Zweiten Weltkrieg  teilweise zerstörten Schlosses, von dem die Terrasse, ein runder Turm, Stallungen, ein Keller und einige im 19. Jahrhundert von dem Architekten Gabriel-Hippolyte Destailleur restaurierte Wohngebäude noch vorhanden sind, 2009 als Monument historique eingetragen[2]

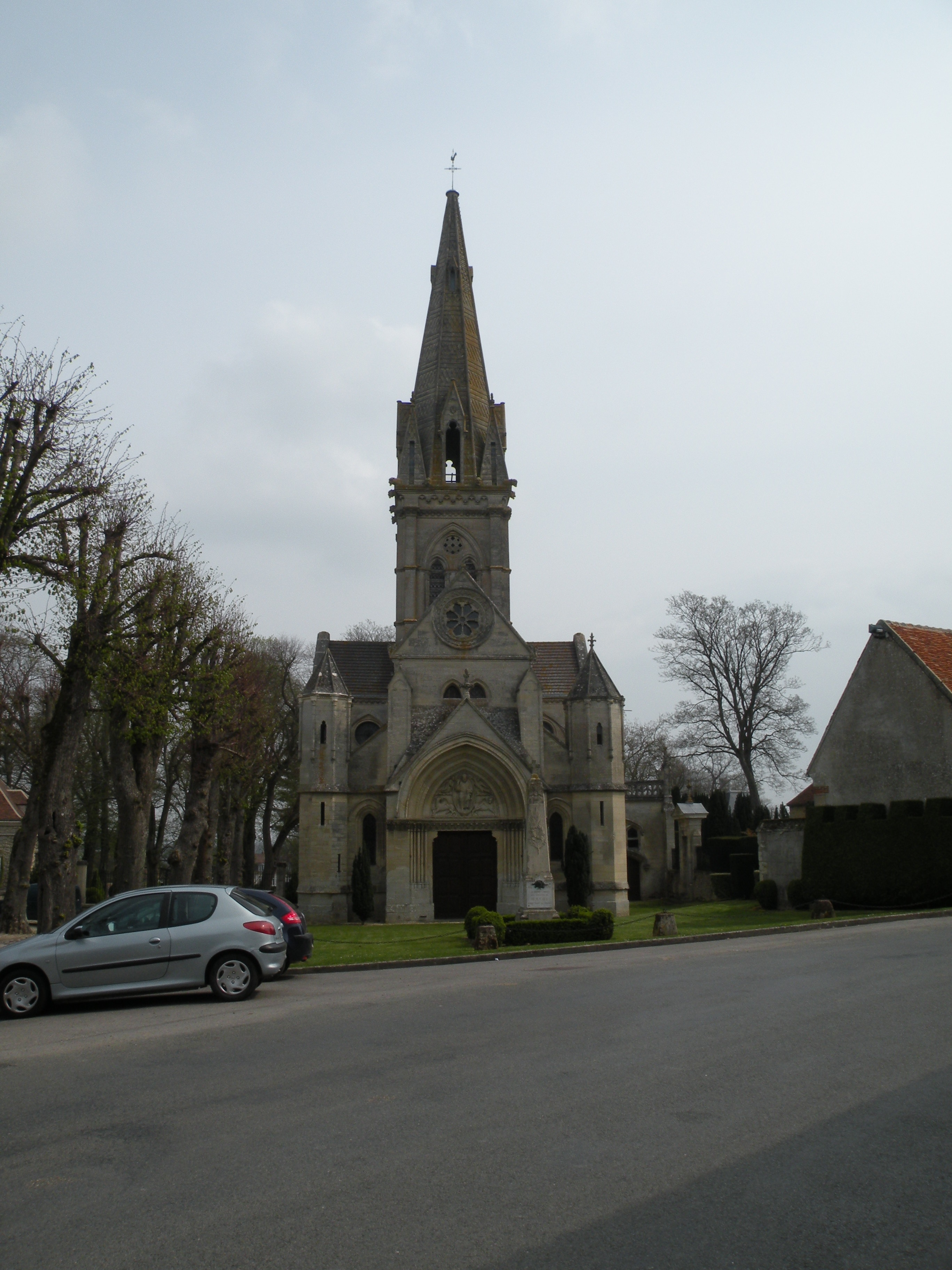
Kirche Saint-Étienne
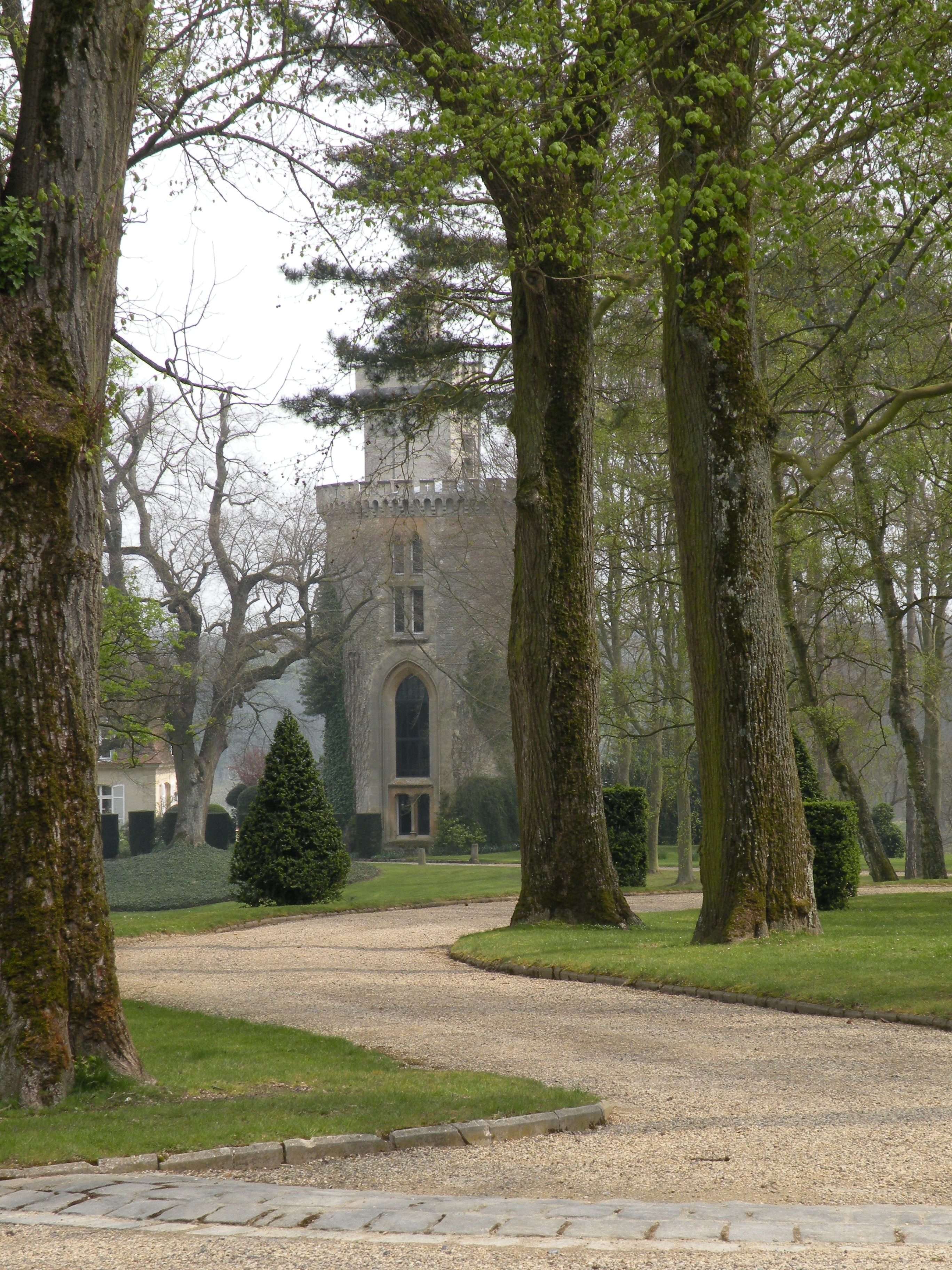
Schlossturm

## Persönlichkeiten
- Duc de Mouchy
- Hugues de Clermont, Seigneur de Mouchy, 1067 Seigneur de Creil (Haus Clermont)
- Philippe-Louis-Marc-Antoine de Noailles, prince de Poix (1752–1819), französischer Politiker